# Міякоджіма

Міякоджі́ма (яп. 宮古島市, みやこじまし, МФА: [mʲijakod͡ʑima ɕi̥]?) — місто в Японії, в префектурі Окінава.     Отримало статус міста 2005 року. Площа становить 204,57 км². Станом на 1 липня 2012 року населення складало 51 924  осіб, густота населення — 254 осіб/км².     

## Історія
Протягом 1429–1871 років територія майбутнього міста входила до складу Рюкюської держави. 1871 року остання була перетворена на японський автономний уділ Рюкю. 1879 року цей уділ анексувала Японська імперія, яка перетворила його на префектуру Окінава.
Міякоджіма отримала статус міста 1 жовтня 2005 року.